# Acalypha pygmaea
Acalypha pygmaea é uma espécie de flor do gênero Acalypha, pertencente à família Euphorbiaceae.